# Agência de modelos
Uma agência de modelos é uma sociedade mercantil que é responsável pela representação de modelos (mulheres, homens, crianças e animais). É um tipo de empresa que intermeia as relações entre seus agenciados e contratantes, promovendo, assim, os interesses de ambas as paurl
Uma agência de modelos precisa ter, entre os seus funcionários, pessoas capacitadas a avaliarem os novos candidatos a modelo, e pessoal treinado para promover os que já fazem parte da sua equipe.
Os interessados podem ir até a agência para serem avaliados ou podem ser abordados na rua por olheiros da agência. 
Visando a atender as solicitações dos contratantes e se posicionar melhor no mercado, os modelos aprovados podem passar por cursos, tratamentos estéticos e confecção de portfólio.